# Deponierückstellung
Deponierückstellungen sind Rückstellungen, die zur Kostendeckung von Stilllegungs- und Nachsorgemaßnahmen auf Deponien gebildet werden.

## Hintergrund
Für die Umsetzung der erforderlichen Maßnahmen fallen während der Stilllegungs- und Nachsorgephase Ausgaben an. Diese sind im Wesentlichen Ausgaben für bauliche und technische Einrichtungen sowie Ausgaben für deren Betrieb und Unterhaltung. Auch bekannte Sanierungsverpflichtungen, welche sich beispielsweise aus den Abfallgesetzen des Bundes und der Länder, dem Wasserhaushaltsgesetz oder dem Bundes-Bodenschutzgesetz ergeben, sind zu berücksichtigen. Die voraussichtlich entstehenden Ausgaben werden regelmäßig von fachkundigen Ingenieuren bewertet und in einem technischen Gutachten dokumentiert.

## Handelsrecht
Die handelsrechtliche Rückstellung wird als ein Barwert der zukünftigen Ausgaben für die Stilllegung und Nachsorge ermittelt. Die Abzinsung der voraussichtlichen Ausgaben wird unter Verwendung gesetzlich vorgeschriebener Diskontierungszinssätzen vorgenommen (§ 253 Abs. 2 HGB).

## Abgabenrechtliche Rahmenbedingungen
Im Rahmen der gebührenrechtlichen Berücksichtigung von Kosten für die Stilllegung und Nachsorge wird ein kalkulatorischer Rückstellungsbetrag ermittelt. Der kalkulatorische Rückstellungsbetrag wird während der Ablagerungsphase erwirtschaftet um eine nachhaltig hohe Finanzierungssicherheit zu gewährleisten. Für gebührenrechnende Einrichtungen wird durch die kalkulatorische Vorgehensweise sichergestellt, dass eine Kostenbeteiligung der Deponienutzer unter Wahrung der abgabenrechtlichen Grundsätze erfolgt (Äquivalenzprinzip).